# Wilhelm Bacher
Wilhelm Bacher, född 12 januari 1850 och död 25 januari 1913, var en ungersk judisk orientalist.
Bacher blev professor vid rabbiseminariet i Budapest 1877. Han utgav på tyska och ungerska 600 större och mindre arbeten i exegetik, semitisk språkvetenskap och judisk litteraturhistoria. Han huvudarbete är serien Die Agada der Tannaiten, Die Agade der palästinischen Amoräer och Die Agada der babylonischen Amoräer (1878–1899).